# 林古松
林古松（1928年—2022年6月9日），臺灣登山家，主要貢獻於發起臺灣第一個山難救助組織，與探勘臺灣古道。

## 生平
林古松生於1928年，台中高工建築科畢業後，開設營造廠。他熱愛旅行與山野活動，出國行旅也及非洲、中東地區、尼泊爾等五大洲。在1979年，他出資在高雄市河北一路，替高雄市登山會建立會館。
2022年6月9日凌晨，林古松在睡夢中去世。

## 貢獻
1977年至1985年，林古松擔任高雄市登山會理事長任期時，被認為兩大貢獻是成立南臺灣的登山救難中心、探闢登山路線。

### 發起山難救助組織
管碧玲指出，林古松發起臺灣第一個山難救助民間團體，擔任南區救難中心（中華民國山難救助協會南區搜救委員會前身）創會召集人。1980年7月20日，高雄市登山會、高雄市健行會、高雄縣登山會、台南市登山會、屏東縣登山會、南區公營事業聯合會組成南部救難中心，負責南橫公路沿途諸山及以南山區。丁同三讚許林古松是全臺灣登山社團中最具水準、最有領導才能的。林古松在任南區救難中心召集人時，認為救難行動只是消極辦法，會舉行山難演習、一連串的預防山難及搜救技術訓練活動。
1982年6月13日，林古松與林榮富、李增昌、陳守珪、王竹、李明道、郭清烈、謝祖育、游啟義、應詩澄、蔡定國等人籌組台灣省緊急救難協會。之後，林古松繼續連任台灣南區登山社團聯合救難中心召集人。

### 探勘山道
1980年9月29日，林古松在白姑大山達成台灣百岳，成為登山團體在任理事長完成百岳登峰的第一人。1984年時，林古松就與陳仲玉、楊南郡等學者合作，探勘臺灣古道。1988年7月3日，林古松、楊南郡至荖濃溪與拉庫音溪間山區，找到布農族抗日玉穗社遺址、及拉荷·阿雷的故居。
1989年，林古松完成《玉山國家公園關山越嶺古道調查研究報告》。在該書中，林古松也採集了拉阿魯哇族、布農族的傳說故事。
1992年，楊南郡、林古松帶著臺灣大學登山社學生，對清朝多條古道的調查，如找到浸水營古道。2002年7月13日到14日，林古松再與楊南郡探勘浸水營古道，發現多處遺址。林古松去世後，時任內政部部長的徐國勇請營建署協助，收集林古松所留下的登山探勘紀錄。